# Мираж (филм, 1965)
„Мираж“ (на английски: Mirage) е трилър на режисьора Едуард Дмитрик, която излиза на екран през 1965 година, с участието на Грегъри Пек, Даян Бейкър и Уолтър Матау.

## Сюжет
Токът спира вечерта в административна сграда в Ню Йорк. Същевременно се случват два различни, но свързани епизода: известният филантроп и изследовател Чарлз Калвин умира, след като пада от прозореца на кабинета си, а химикът и най-добрият му приятел Дейвид Стилуел губи паметта си, не може да си спомни събития от последно време. Използвайки помощта на частния детектив Кейзъл, Стиуел се опитва да проследи момента, в който е възникнала амнезията му, но мистериозна фигура, наречена майор, оставя след себе си някои от своите мъже, които започват да елиминират познатите на Стилуел. С бавното, но постепенно възстановяване на паметта, Стилуел постепенно успява да реконструира фактите от последните две години на живота си, докато успее да разбере причината за амнезията и елемента, който го свързва с майора и смъртта на Калвин.

## В ролите
| Актьор          | Роля           |
| --------------- | -------------- |
| Грегъри Пек     | Дейвид Стилуел |
| Даян Бейкър     | Шийла          |
| Уолтър Матау    | Тед Кейзъл     |
| Кевин Маккарти  | Джоузефсън     |
| Джордж Кенеди   | Уилърд         |
| Джак Уестън     | Лестър         |
| Лейф Ериксън    | Майор Крофорд  |
| Чарлз Калвин    | Кърли Бърн     |
| Робърт Х. Харис | д-р Бродън     |
| Ан Сеймур       | Франсис        |